# Chandapur
Chandapur là một thị trấn thống kê (census town) của quận Nayagarh thuộc bang Orissa, Ấn Độ.

## Nhân khẩu
Theo điều tra dân số năm 2001 của Ấn Độ, Chandapur có dân số 5260 người. Phái nam chiếm 51% tổng số dân và phái nữ chiếm 49%. Chandapur có tỷ lệ 70% biết đọc biết viết, cao hơn tỷ lệ trung bình toàn quốc là 59,5%: tỷ lệ cho phái nam là 76%, và tỷ lệ cho phái nữ là 63%. Tại Chandapur, 10% dân số nhỏ hơn 6 tuổi.